# ويليام إيرل دودغ ستوكس
ويليام إيرل دودغ ستوكس (بالإنجليزية: William Earl Dodge Stokes)‏ هو شخصية أعمال أمريكي، ولد في 1852 في نيويورك في الولايات المتحدة، وتوفي بنفس المكان في 18 مايو 1926.